# Trombetas de Tutancâmon

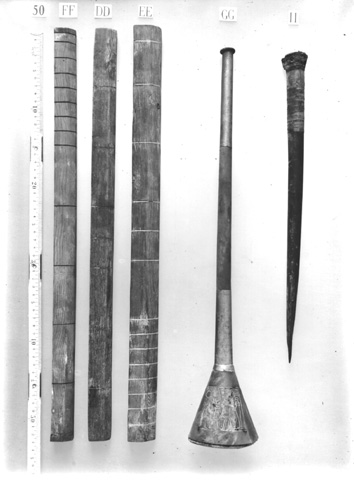
A trombeta de bronze/cobre fotografada por Harry Burton logo após sua descoberta
Burton Photo. No. P0227, Carter No. 050gg, Museu Egípcio, Cairo JE 62008; Exhib. 125

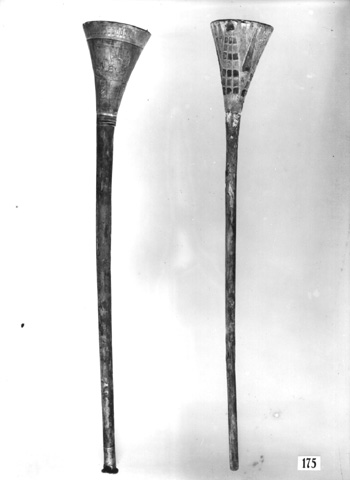
A trombeta de prata com núcleo de madeira (direita)
Burton Photo. No. p0700, Carter No. 175

As trombetas de Tutancâmon são um par de trombetas encontradas na câmara mortuária do Faraó Tutancâmon da Décima Oitava Dinastia. As trombetas, uma de prata esterlina e outra de bronze ou cobre, são consideradas as mais antigas trombetas operacionais do mundo e os únicos exemplos sobreviventes conhecidos do antigo Egito.
As trombetas foram encontradas em 1922 por Howard Carter durante a escavação da tumba de Tutancâmon. A trombeta de bronze foi descoberta na antecâmara da tumba em um grande baú contendo vários objetos militares e bengalas. A trombeta de prata foi posteriormente encontrada na câmara mortuária. Ambas são finamente gravadas, com imagens decorativas dos deuses Ra-Horakhty, Ptah e Amun. O sino da trombeta de prata é gravado com um verticilo de sépalas e cálices representando uma flor de lótus, e o praenomen e o nomen do rei. A trombeta de bronze pode de fato ser feita de cobre; o metal ainda não foi analisado. Trombetas de aparência semelhante aparecem em pinturas murais egípcias que geralmente, embora nem sempre, estão associadas a cenas militares.
Silenciosas por mais de 3000 anos, as trombetas soaram diante de uma audiência ao vivo de cerca de 150 milhões de ouvintes por meio de uma transmissão internacional da BBC transmitida em 16 de abril de 1939. As trombetas foram tocadas por James Tappern, do 11.º regimento do Royal Hussars do príncipe Albert. A gravação pode ser ouvida no programa Ghost Music da BBC Radio 4. Rex Keating, que apresentou a transmissão de 1939, afirmou mais tarde que durante um ensaio, a trombeta de prata se estilhaçou e Alfred Lucas, um membro da equipe de Carter que restaurou os achados, ficou tão angustiado que precisou ir ao hospital. Devido à sua fragilidade, é improvável que as trombetas sejam tocadas novamente em qualquer reconstrução musical oficial.

## Dimensões, fabricação e desempenho
A trombeta de prata tem um comprimento de 22 1⁄2 in (57.2 cm), a trombeta de bronze / cobre tem cerca de 3 in (7.6 cm) mais curto. Seus tubos estão ao redor1⁄2 in (1.3 cm) de diâmetro na extremidade da boca, aumentando para cerca de 1 in (2.5 cm) antes de alargar para 4 in (10.2 cm) na extremidade. As extremidades da boca são reforçadas por anéis e são grandes para os padrões modernos - o que tornaria as trombetas difíceis de tocar; Tappern precisava adicionar um bocal moderno (com embalagem para caber) antes de sua apresentação.
O trompete de bronze foi examinado em detalhes por Jeremy Montagu na década de 1970. Consiste em duas seções. O corpo levemente cônico é de uma folha laminada de liga de cobre entre 0,2 e 0,25 mm de espessura. Ele foi soldado ao longo do comprimento com uma "junta de meandro muito habilmente soldada ... alisada para um acabamento perfeito", mas é "ligeiramente áspero" internamente, indicando que (como poderia ser esperado em um instrumento cerimonial) a aparência era de maior valor do que o acústico atuação. O sino é de um material diferente e mais fino: uma liga de ouro semelhante ao eletrum, entre 0,1 e 0,13 mm de espessura. Não tem uma costura visível, provavelmente "polida até que o ouro simplesmente flua junto". O anel de 3,25 mm de espessura que forma o bocal provavelmente também era feito de eletro. O anel aparentemente não está fixo ao corpo, Montagu suspeitou que embora fosse possível gerar três notas no instrumento, a nota mais alta não teria sido tocada; além de ser um esforço de produção, a construção da trombeta não o teria tolerado. A nota mais baixa não vai muito longe, levando Montagu a hipotetizar que apenas a nota média foi usada em um código de sinalização rítmica.

## Reivindicações de poderes mágicos
A trombeta de bronze estava entre os itens roubados do Museu Egípcio no Cairo durante os saques e tumultos egípcios de 2011, misteriosamente devolvida ao museu algumas semanas depois. Segundo o Al-Ahram, após seu retorno Hala Hassan, curador da coleção de Tutankhamon no Museu Egípcio, afirmou que ele tinha "poderes mágicos" e que "sempre que alguém sopra contra ele ocorre uma guerra. Uma semana antes da revolução, durante um processo de documentação e fotografia, um dos funcionários do museu explodiu e uma semana após o início da revolução. A mesma coisa aconteceu antes da guerra de 1967 e antes da guerra do Golfo de 1991, quando um estudante estava fazendo uma pesquisa abrangente sobre a coleção de Tutankhamon".

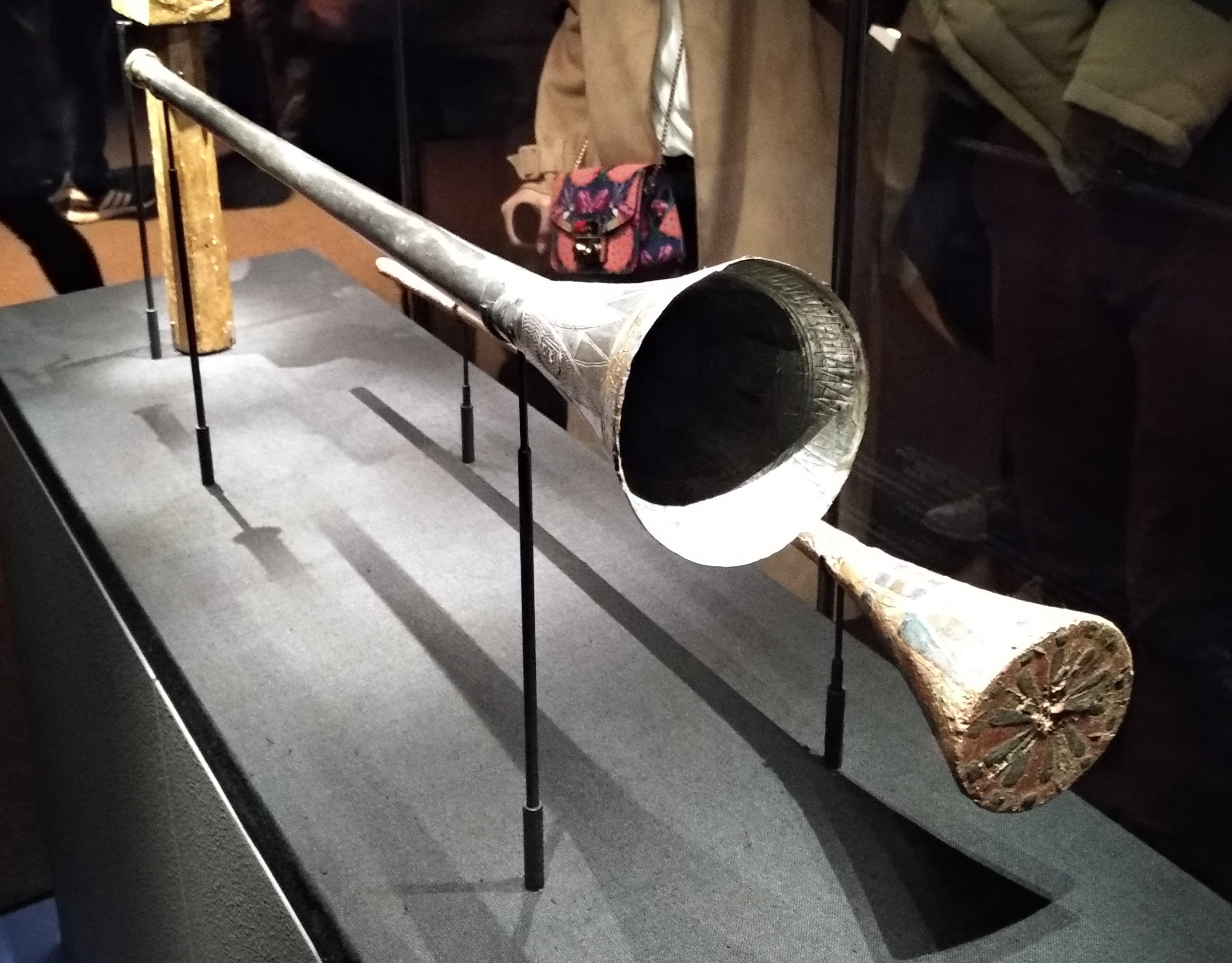
Trompete folheado a ouro e prata e seu mudo de madeira
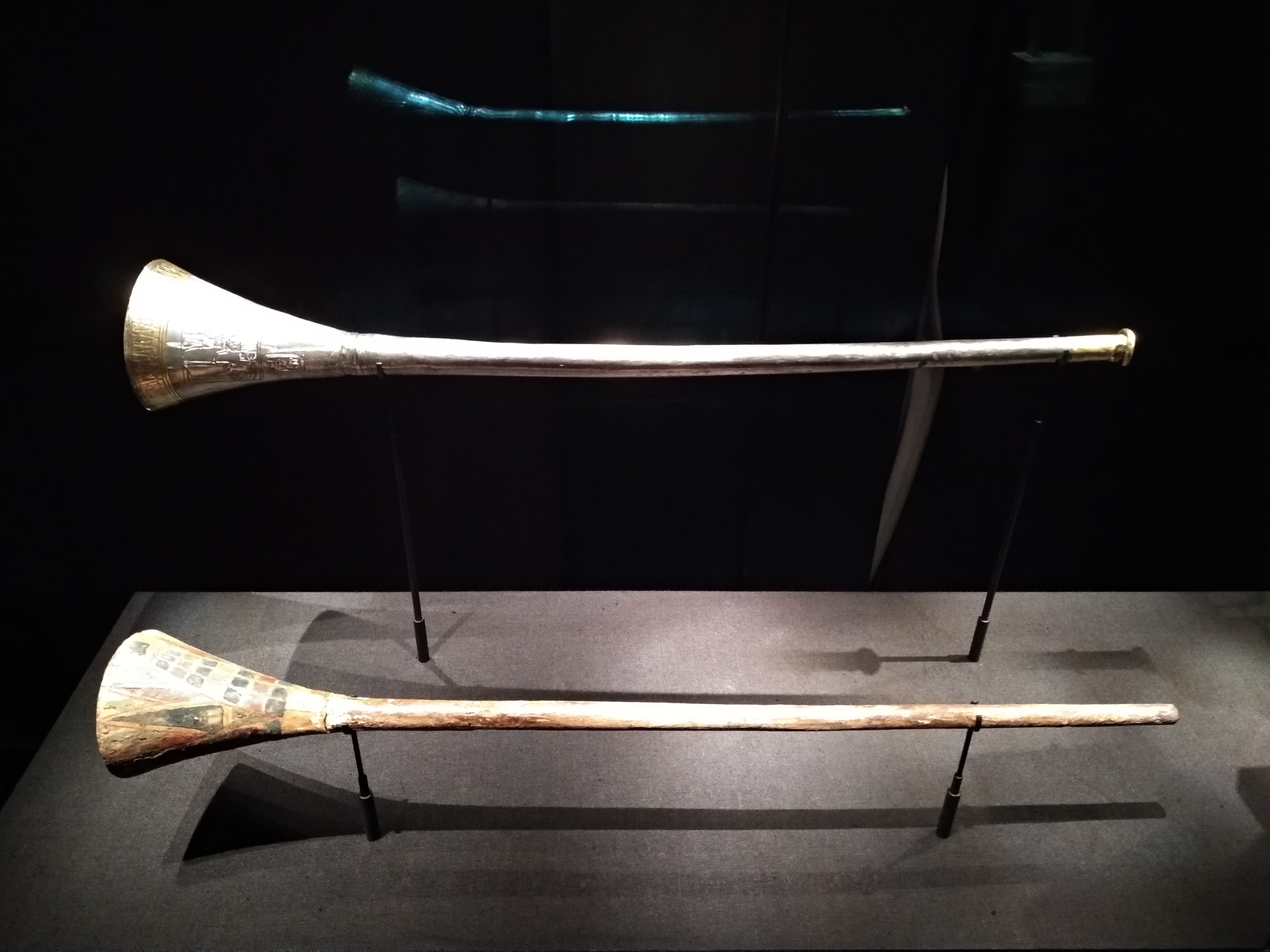
Mesmos objetos